# تامو بينيكيت
تامو بينيكيت ( ولد في 20 مايو 1975) ممثل وفنان الدفاع عن النفس كندي، ومن المعروف أنه لعبه دور كارل «هيلو» أغاثون في المسلسل التلفزيوني باتلستار غالاكتيكا (2004) وقد لعب دور البطولة في المسلسل التلفزيوني الخارق، من إخراج جوس ويدون، و شوتيمي عرض السفر الوقت، كونتينوم

## روابط خارجية
- تامو بينيكيت على موقع IMDb (الإنجليزية)
- تامو بينيكيت على موقع ألو سيني (الفرنسية)
- تامو بينيكيت على موقع أول موفي (الإنجليزية)
- تامو بينيكيت على موقع إن إن دي بي (الإنجليزية)
- تامو بينيكيت على موقع قاعدة بيانات الفيلم (الإنجليزية)
- تامو بينيكيت على موقع كينوبويسك (الروسية)